# Eleição para governador de Wyoming em 1998
A eleição para governador do estado norte-americano de Wyoming em 1998 foi realizada em 3 de novembro de 1998, e reelegeu o governador em exercício Jim Geringer com cerca de 55% dos votos válidos.
Jim Geringer gastou na campanha $319,177.00, John P. Vinich gastou $89,423.00 e Dave Dawson gastou $1,321.00.
Jeringer venceu nos seguintes condados:
- Albany com 52,75%,
- Big Horn com 62,46%,
- Campbell com 65,33%,
- Converse com 57,65%,
- Crook com 58,66%,
- Fremont com 49,10%,
- Goshen com 66,81%,
- Hot Springs com 53,49%,
- Johnson com 67,49%,
- Laramie com 54,58%,
- Lincoln com 66,53%,
- Natrona com 49,88%,
- Niobrara com 66,01%,
- Park com 70,93%,
- Platte com 65,16%,
- Sheridan com 52,32%,
- Sublette com 58,32%,
- Teton com 61,88%,
- Uinta com 56,76%,
- Washakie com 66,54%,
- Weston com 62,50%.

Vinich venceu nos seguintes condados:
- Albany com 49,02%,
- Big Horn com 58,72%.